# Liste der Monuments historiques in Escragnolles
Die Liste der Monuments historiques in Escragnolles führt die Monuments historiques in der französischen Gemeinde Escragnolles auf.

## Liste der Bauwerke
| Bezeichnung      | Beschreibung                 | Standort | Kennzeichnung | Schutzstatus | Datum | Bild           |
| ---------------- | ---------------------------- | -------- | ------------- | ------------ | ----- | -------------- |
| Dolmen des Claps | mit Kleinfunden, Neolithikum | (Lage)   | PA00080719    | Classé       | 1921  | weitere Bilder |